# Pyramidelloides barbadensis
Pyramidelloides barbadensis is een slakkensoort uit de familie van de glanshorens (Eulimidae). De wetenschappelijke naam van de soort werd in 1992 voor het eerst geldig gepubliceerd door Robert Moolenbeek en Marien J. Faber.